# Stapleton (Alabama)
Stapleton es un área no incorporada en el norte del condado de Baldwin, Alabama, Estados Unidos. Es parte del área estadística micropolitana de Daphne–Fairhope–Foley. Stapleton se encuentra a lo largo de la ruta 31 y la ruta estatal 59 y se ha considerado para su incorporación dentro de las ciudades de Loxley y Bay Minette. Hay un festival de música bluegrass que se lleva a cabo en la Escuela Primaria Stapleton cada otoño.

## Historia
La primera oficina de correos en la ciudad de Canby, como se conocía entonces a Stapleton, se estableció en 1895. Más tarde, los hermanos Hamm de Chicago, Illinois convencieron a la Louisville and Nashville Railroad (L&N) de construir una línea subsidiaria entre Bay Minette y Foley Para 1905, este espolón llamado Bay Minette & Fort Morgan Railroad había penetrado las treinta y siete millas de densos bosques de pinos del condado de Baldwin con la ciudad de Canby a lo largo de la ruta.
Poco después, el nombre de la ciudad se cambió para honrar a W.D. Stapleton, el hombre que jugó un papel decisivo en la obtención de un depósito de ferrocarril para su ciudad. El ferrocarril era importante para la economía local y al principio los trenes pasaban por Stapleton varias veces al día mientras se dirigían al extremo sur del condado y regresaban. El tráfico de la autopista también se incrementó a partir de 1936 cuando era la única carretera pavimentada en el condado de Baldwin, aparte de una pequeña franja en Bay Minette que va del juzgado al ferrocarril, era el tramo de la ruta 31 que venía de Atmore y terminaba en Stapleton. En la década de 1970, el tráfico de trenes se había reducido a un máximo de un tren que hacía el viaje de ida y vuelta cada día. Actualmente las vías están inhabilitadas.